# 圣山拉伏拉
圣山拉伏拉（羅馬化：Sviato-Uspenska Sviatohirska Lavra）是乌克兰东部一个重要的东正教修道院，位于顿内次克州北部斯维亚托希尔斯克附近頓涅茨河陡峭的右岸。其名称来自附近的圣山。 
今天，修道院是圣山国家自然公园的中心。2004年，乌克兰正教会（时为莫斯科宗主教圣统，后因俄国侵略断绝联系）正式授予其拉伏拉的地位。

## 历史
第一次提到修道院的时间可以追溯到1627年。在早期经常受到克里米亚鞑靼人的蹂躏。1787年叶卡捷琳娜大帝没收了修道院，将其赠给新俄罗斯总督格里高利·波将金。他的继承人资助了修道院的复兴和重建，从1844年开始。 

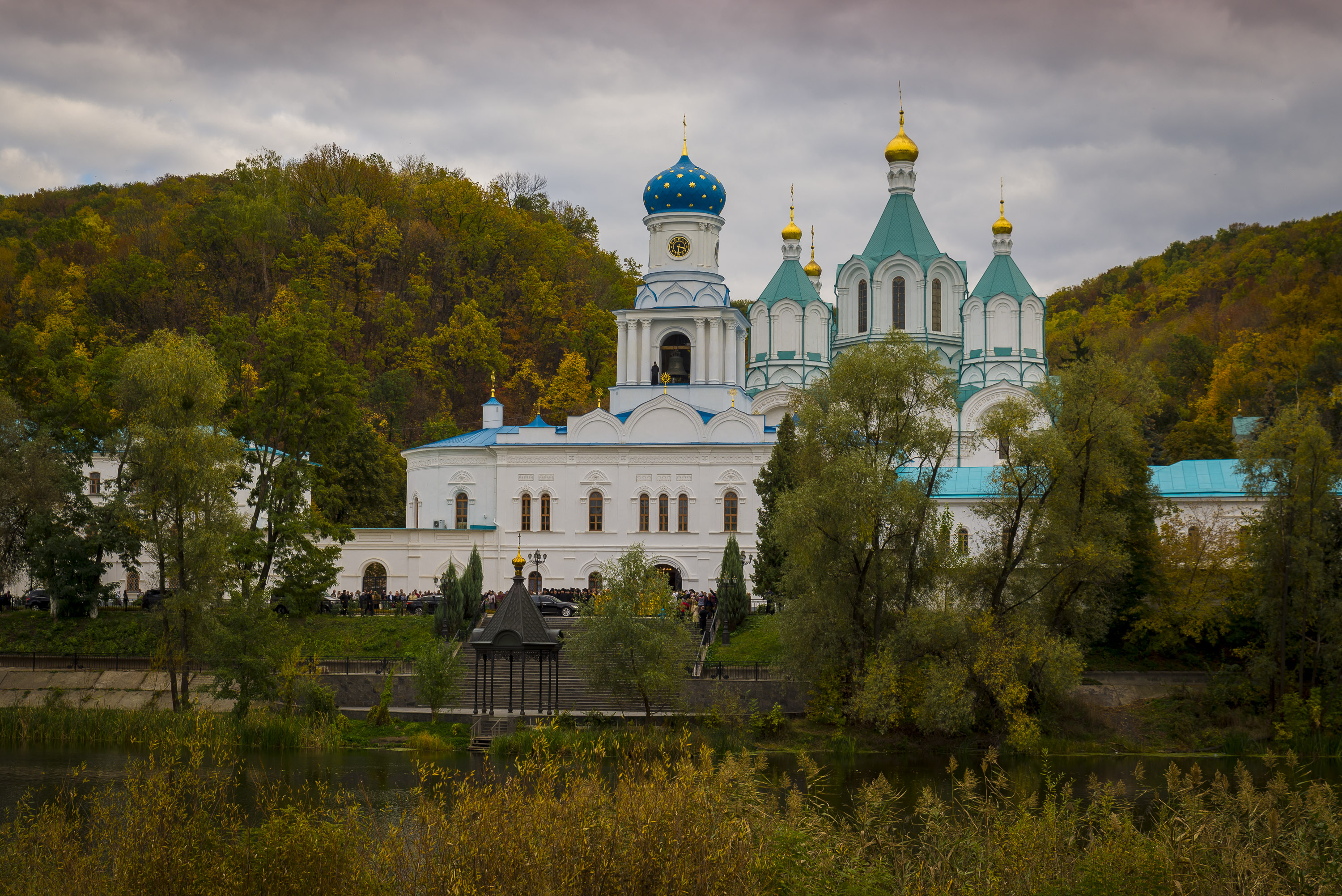

在第一次世界大战之前，修道院居住着约600名修士。1922年，修道院由布尔什维克关闭。在1930年代，一些教堂和全苏联众多宗教建筑一同被拆毁。在空地上建起了顿巴斯工人的疗养院。 
1991年苏联垮台、乌克兰重获独立，一年后修道院恢复。2004年，乌克兰正教会正式授予其拉伏拉的地位。今天，修道院有一百多名修士，而且每年都在增加。
2005年10月25日，乌克兰国家银行发行了描述该修道院的纪念币。
2022年俄羅斯入侵烏克蘭期間，許多平民來到該修道院避難。2022年3月12日，俄罗斯空袭顿涅茨河附近的一座桥，当时修道院内约有520名难民。爆炸造成的衝擊波损坏了修道院的门窗，有人被窗户的玻璃碎片劃傷。5月4日，有7人在炮擊中受伤。5月下旬，在俄罗斯的炮击下圣母教堂被摧毀。圣乔治教堂和圣约翰教堂受损。6月1日，修道院再次遭到炮击，造成两名平民丧生。6月4日，修道院的主教堂被焚毀。